# Penzlin
Penzlin (pol. hist. Pęczelin) – miasto w Niemczech, w kraju związkowym Meklemburgia-Pomorze Przednie, w powiecie Mecklenburgische Seenplatte, siedziba Związku Gmin Penzliner Land. Według danych z 31 grudnia 2018 r. miasto liczyło 4159 mieszkańców. 1 stycznia 2011 do miasta przyłączono gminę Klein Lukow, która stała się jego dzielnicą.

## Historia
Miasto powstało na miejscu dawnej osady słowiańskiej. Prawa miejskie otrzymało w 1283. Również pod koniec XIII wieku na pobliskim wzgórzu rozpoczęto budowę warownego zamku – Alte Burg Penzlin. W 1414 zamek stał się własnością rodu rycerskiego von Maltzan, w 1501 ród ten nabył także miasto. Było to powodem licznych zatargów między mieszczanami a panami zamku. W 1558 i 1725 Penzlin ucierpiało w wyniku pożarów. W 1777 miasto uniezależniło się od zamku i odzyskało dawne prawa. W miejscowej szkole podstawowej kształcił się Johann Heinrich Voß (1751–1826), późniejszy tłumacz greckich dzieł klasycznych, m.in. Homera.
Obecnie zamek stanowi atrakcję turystyczną – mieści się w nim muzeum magii i procesów o czary, tzw. polowań na czarownice.
W okolicy pozostałości kamienne po osadach Słowian i wikingów; nieopodal Ziethen cmentarzysko łodzi wikingów (w tzw. starej siedzibie). Osadnictwo wikingów wiązało się z funkcjonowaniem istotnego między IX a XI wiekiem szlaku handlowego Via Regia, wykorzystującym także rzekę Pianę.

## Współpraca
- Łęczyca, Polska
- Otterndorf, Dolna Saksonia